# Élection présidentielle colombienne de 2010
L'élection présidentielle colombienne de 2010 s'est tenue les 30 mai et 20 juin afin élire le président et le vice-président de la république de Colombie. Elle a été remportée par Juan Manuel Santos (Parti social d'unité nationale).

## Contexte

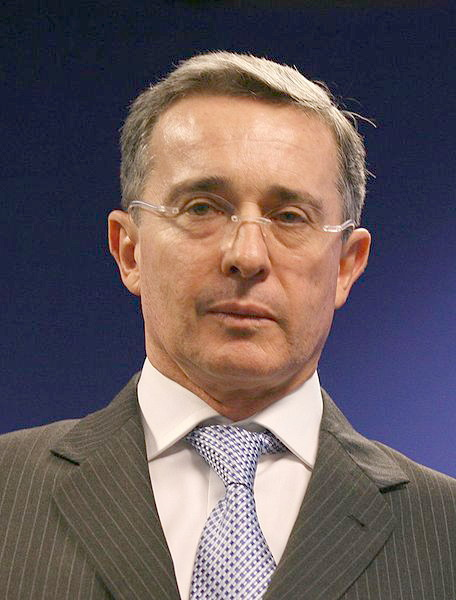
Álvaro Uribe, président sortant.

Une loi permettant à Álvaro Uribe, dont la popularité dépasse les 70 %, de briguer un troisième mandat est rejetée par la Cour constitutionnelle le 26 février 2010. Le président sortant « accepte » et « respecte » cette décision et apporte, quelques semaines plus tard, son soutien à Juan Manuel Santos, son ancien ministre de la Défense.

## Candidats

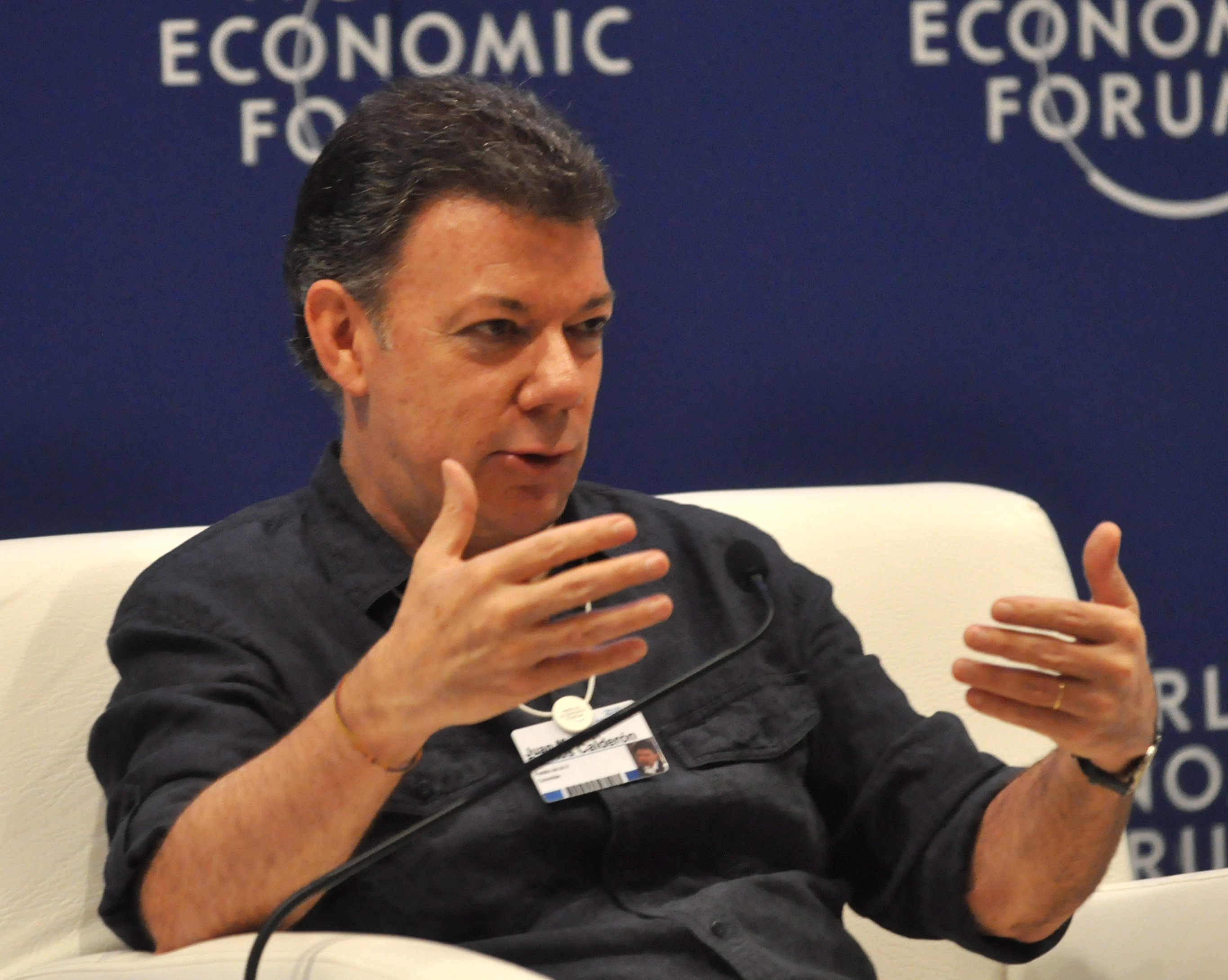
Juan Manuel Santos, Parti social d'unité nationale.
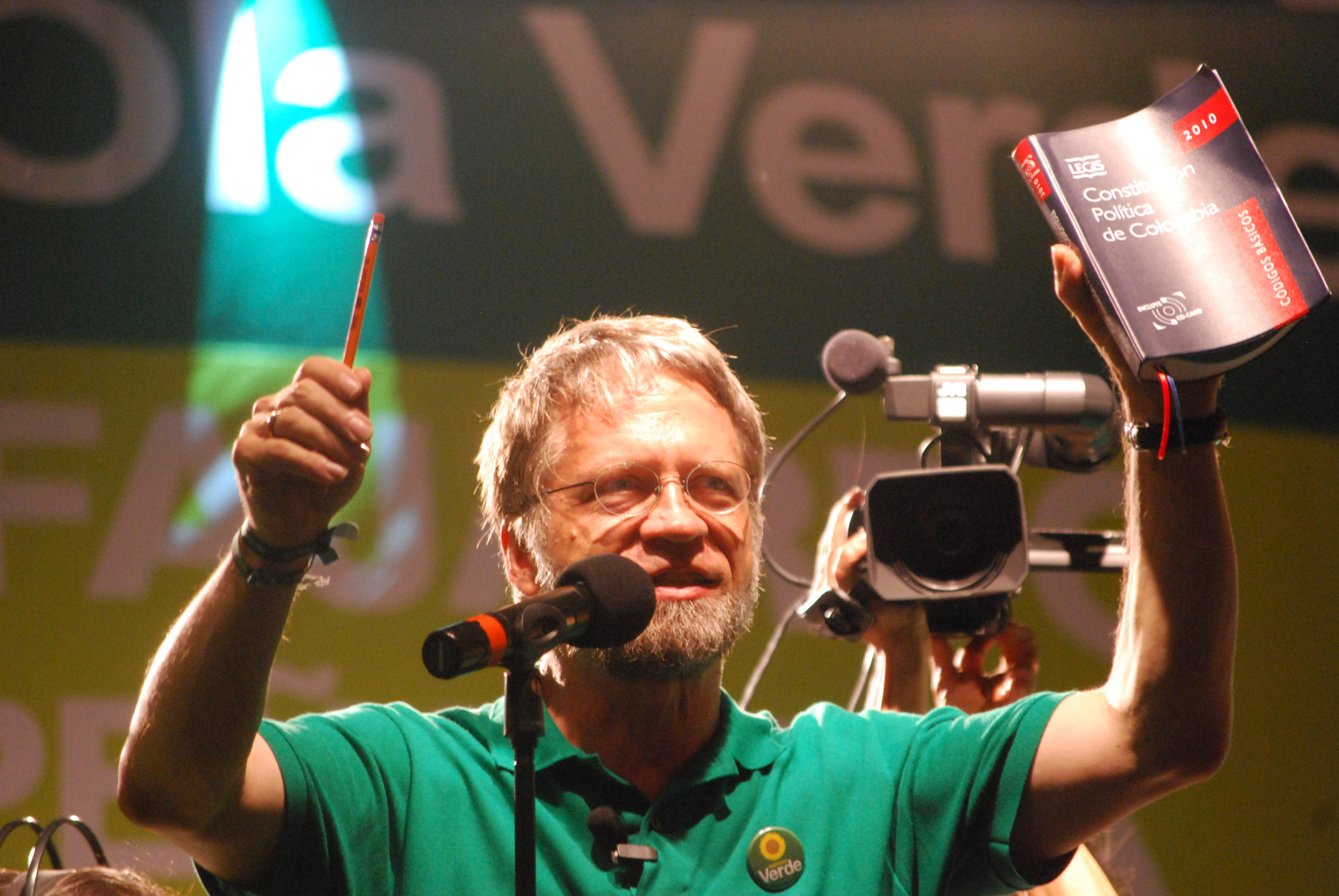
Antanas Mockus, Parti vert.
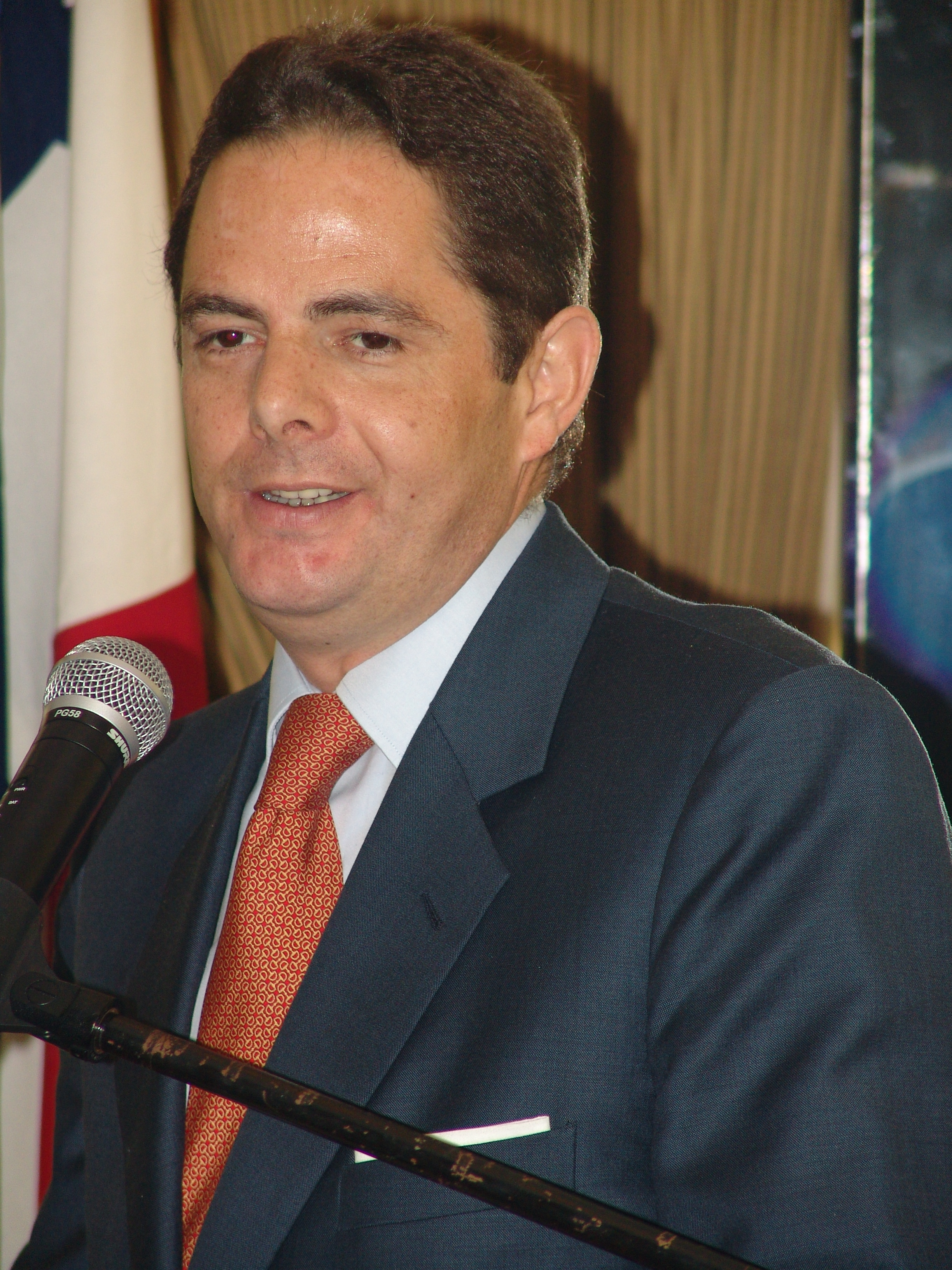
Germán Vargas Lleras, Changement radical.
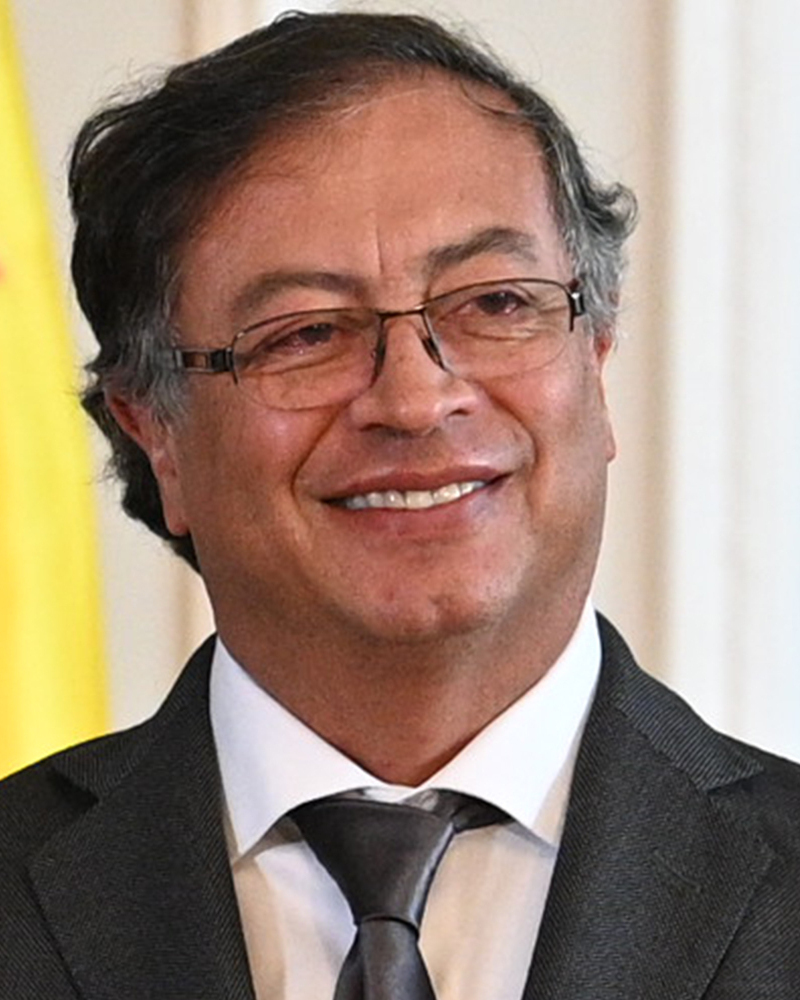
Gustavo Petro, Pôle démocratique alternatif.
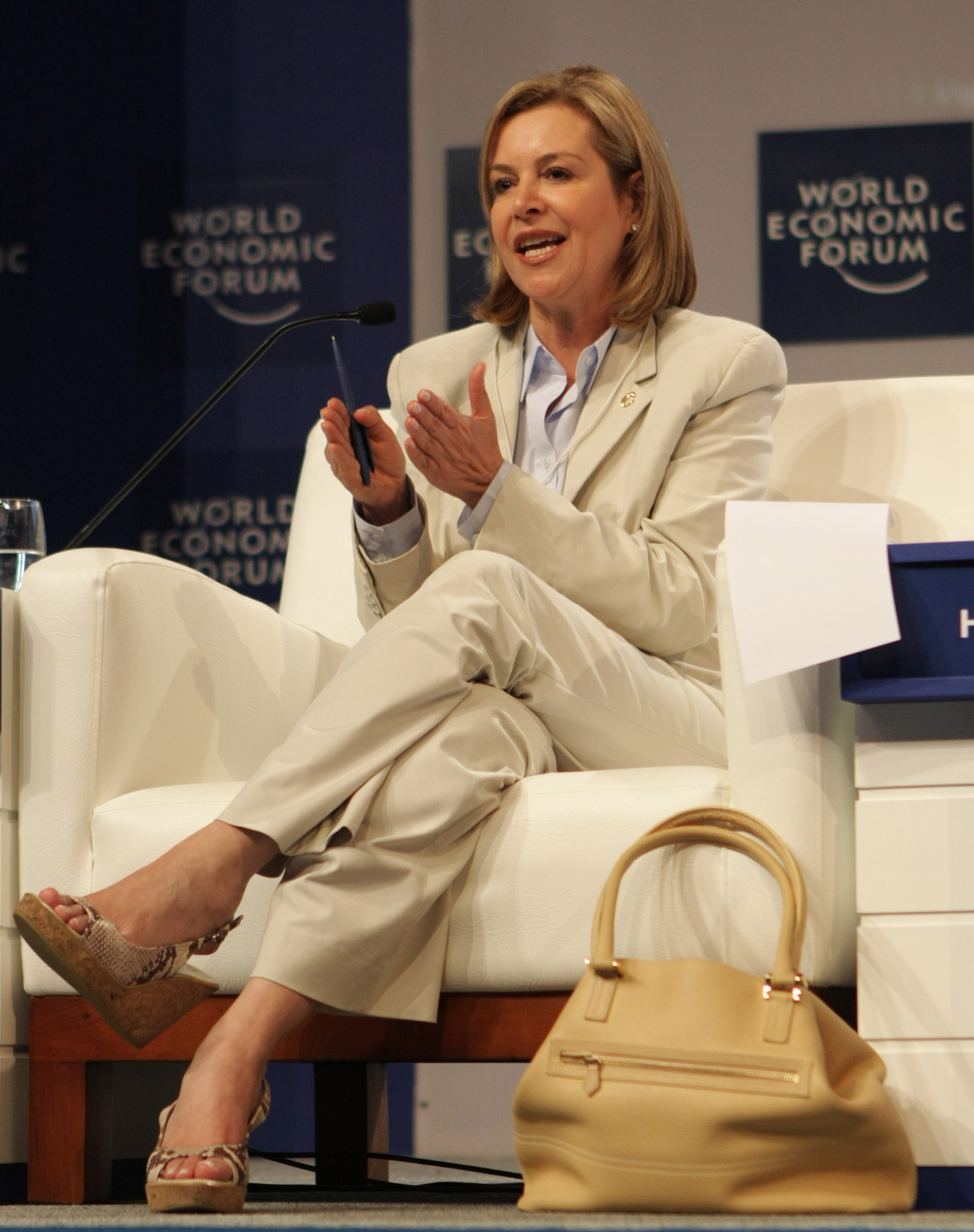
Noemí Sanín, Parti conservateur colombien.
Jairo Calderón.
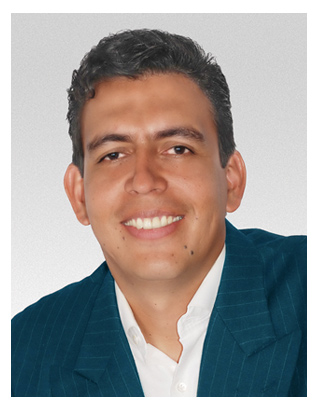
Róbinson Alexander Devia.
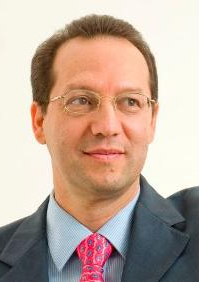
Jaime Araújo Rentería.

## Campagne
Juan Manuel Santos apparaît comme le candidat qui poursuivra les politiques initiées par Álvaro Uribe — notamment en matière de lutte contre les guérillas et contre la criminalité liée à la drogue —, tandis qu'Antanas Mockus prône « la continuité autrement » en mettant en avant son bilan de maire de Bogota. Ses adversaires affirment toutefois qu'il lui manque l'expérience nécessaire pour diriger le pays.
Le quotidien El País relève qu'« il n’y a aucune différence majeure entre les programmes de Mockus et de Santos. Tous deux défendent le libéralisme économique et promettent de poursuivre la politique de sécurité du président sortant ».

## Résultats définitifs

### Premier tour
| Candidats à la présidence | Candidats à la vice-présidence | Voix      | %       |
| ------------------------- | ------------------------------ | --------- | ------- |
| Juan Manuel Santos        | Angelino Garzón                | 6 802 043 | 46,68 % |
| Antanas Mockus            | Sergio Fajardo                 | 3 134 222 | 21,51 % |
| Germán Vargas Lleras      | Elsa Noguera                   | 1 473 627 | 10,11 % |
| Gustavo Petro             | Clara López                    | 1 331 267 | 9,14 %  |
| Noemí Sanín               | Luis Ernesto Mejía             | 893 819   | 6,13 %  |
| Rafael Pardo              | Aníbal Gaviria Correa          | 638 302   | 4,38 %  |
| Róbinson Alexander Devia  | Olga Lucía Taborda             | 31 338    | 0,22 %  |
| Jairo Calderón            | Jobanny Burbano Cardona        | 29 151    | 0,20 %  |
| Jaime Araújo Rentería     | Ana María Cabal                | 14 847    | 0,10 %  |
| Votes blancs              | Votes blancs                   | 223 977   | 1,54 %  |

Les résultats du premier tour, pour lequel le taux d'abstention s'élève à 50,76 %, contrastent avec les prévisions des enquêtes d'opinion qui, à quelques jours du scrutin, prévoyaient un coude-à-coude entre Santos et Mockus en les plaçant tous les deux au-dessus de 30 %.

### Second tour
| Candidats à la présidence | Candidats à la vice-présidence | Voix      | %       |
| ------------------------- | ------------------------------ | --------- | ------- |
| Juan Manuel Santos        | Angelino Garzón                | 9 028 943 | 69,13 % |
| Antanas Mockus            | Sergio Fajardo                 | 3 587 975 | 27,47 % |
| Votes blancs              | Votes blancs                   | 444 274   | 3,40 %  |

### Suites
En 2017,l e président de la branche colombienne d'Odebrecht, Eleuberto Martorell, indique avoir injecté des fonds dans la campagne présidentielle de Juan Manuel Santos.